# 大平町伯仲
大平町伯仲（おおひらまちはくちゅう）は、栃木県栃木市の大字。郵便番号は329-4424。
　

## 地理
栃木市の中部、大平地域水代地区の南端に位置している。東に隣接している小山市との境付近で永野川が流れている。東は小山市大字押切・小山市大字中里・小山市大字寒川、南は藤岡町緑川・藤岡町蛭沼、西は藤岡町富吉・岩舟町静戸、北は大平町西水代とそれぞれ接している。

## 歴史
- 1876年（明治9年）9月 - 都賀郡（後に下都賀郡）戸恒村と兵庫新田村が合併して伯仲村が成立する。
- 1889年（明治22年）4月1日 - 町村制施行により、水代村大字伯仲となる。
- 1956年（昭和31年）9月30日 - 水代村が合併により大平村となり、大平村大字伯仲となる。
- 1961年（昭和36年）11月3日 - 大平村が町制施行し大平町となり、大平町大字伯仲となる。
- 2010年（平成22年）3月29日 - 大平町が合併により栃木市となり、栃木市大平町伯仲となる。

## 世帯数と人口
2017年（平成29年）8月31日現在の世帯数と人口は以下の通りである。
| 大字       | 世帯数  | 人口  |
| ---------- | ------- | ----- |
| 大平町伯仲 | 350世帯 | 919人 |

## 施設など
- いすゞ自動車栃木工場
- 佐藤商事栃木支社

## 道路
- 栃木県道160号和泉間々田線
- 栃木県道252号蛭沼川連線

## 小・中学校の学区
市立小・中学校に通う場合、学区は以下の通りとなる。
|      | 小学校               | 中学校               |
| ---- | -------------------- | -------------------- |
| 全域 | 栃木市立大平南小学校 | 栃木市立大平南中学校 |